# Radiomyces mexicanus
Radiomyces mexicanus är en svampart som beskrevs av Benny & R.K. Benj. 1992. Radiomyces mexicanus ingår i släktet Radiomyces och familjen Radiomycetaceae.   Inga underarter finns listade i Catalogue of Life.